# Mark Cundari
Mark Anthony Cundari (* 23. April 1990 in Woodbridge, Ontario) ist ein ehemaliger kanadischer Eishockeyspieler, der im Verlauf seiner aktiven Karriere zwischen 2006 und 2020 unter anderem 140 Spiele für die Augsburger Panther, Eisbären Berlin und Krefeld Pinguine in der Deutschen Eishockey Liga (DEL) auf der Position des Verteidigers bestritten hat. Darüber hinaus absolvierte Cundari weitere 334 Partien in der American Hockey League (AHL) und stand in acht Begegnungen für die Calgary Flames in der National Hockey League (NHL) auf dem Eis.

## Karriere

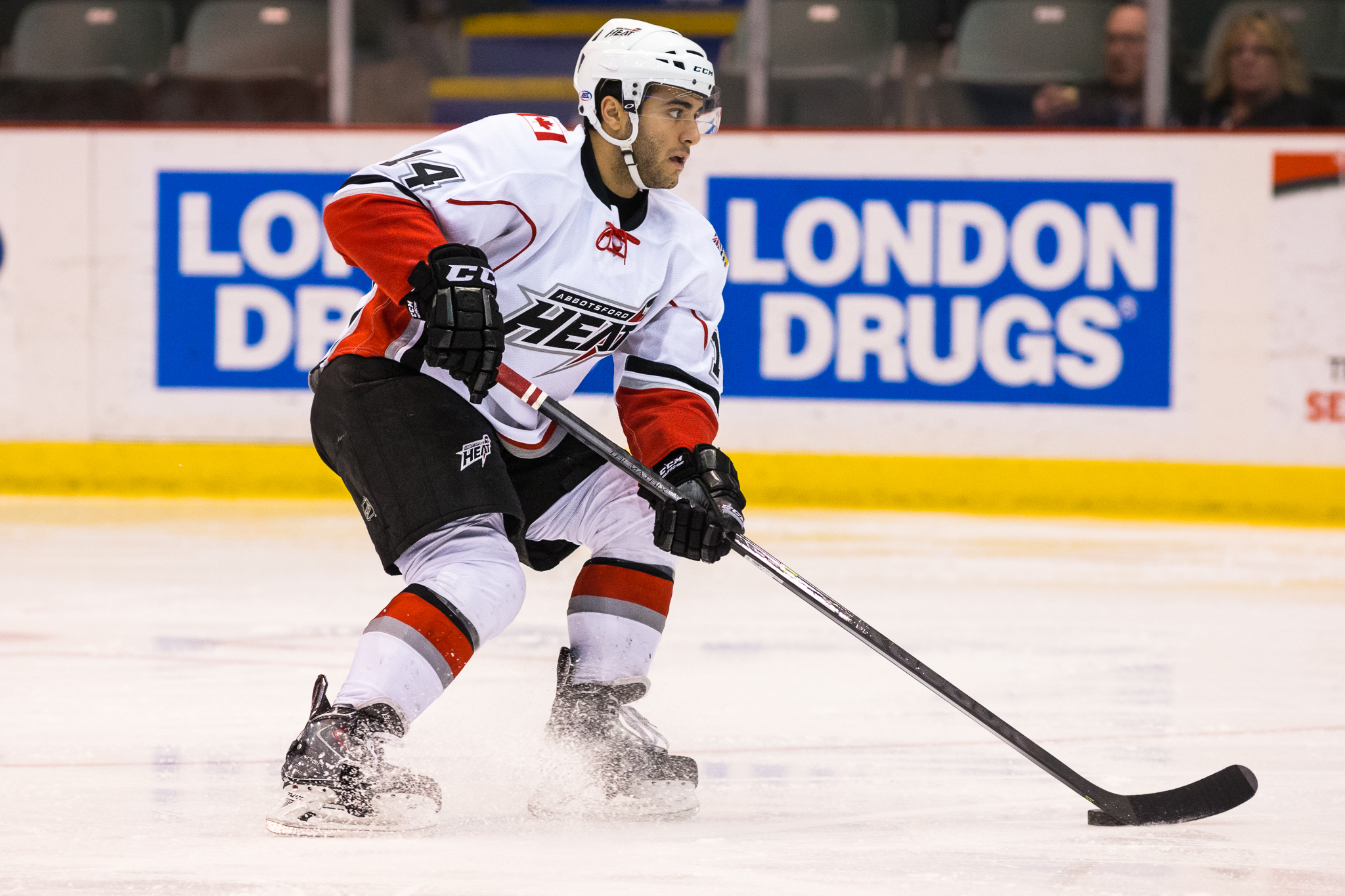
Cundari im Trikot der Abbotsford Heat (2013)

Mark Cundari begann seine Karriere als Eishockeyspieler bei den Vaughan Vipers, für die er in der Saison 2005/06 in der kanadischen Juniorenliga Ontario Junior Hockey League (OJHL) aktiv war. Anschließend spielte der Verteidiger vier Jahre lang für die Windsor Spitfires in der höherklassigen Ontario Hockey League (OHL). Mit seiner Mannschaft gewann er in den Spielzeiten 2008/09 und 2009/10 jeweils den J. Ross Robertson Cup, den Meistertitel der OHL, sowie anschließend den Memorial Cup, das Finalturnier um die Meisterschaft der Canadian Hockey League.
Bereits als Juniorenspieler hatte Cundari im September 2008 als Free Agent einen Vertrag bei den St. Louis Blues aus der National Hockey League (NHL) unterschrieben, für deren Farmteam Peoria Rivermen er ab der Saison 2010/11 in der American Hockey League (AHL) auf dem Eis stand. Anfang April 2013 wurde der Kanadier zu den Calgary Flames transferiert und spielte hauptsächlich für deren Farmteam Abbotsford Heat in der AHL. Im Januar 2014 wurde er innerhalb der AHL von den Abbotsford Heat an die Chicago Wolves verliehen, wobei die Wolves Corey Locke im Tausch dauerhaft an Abbotsford abgaben. Dabei behielten die Calgary Flames die Transferrechte. Nach der Saison 2014/15 wurde sein Vertrag in Calgary nicht verlängert, sodass er im Juli 2015 von den San Jose Sharks verpflichtet wurde und bei deren AHL-Kooperationspartner San Jose Barracuda eingesetzt wurde. Ebenso kam er in der Spielzeit 2015/16, in der er auch mit dem Team Canada die 89. Auflage des traditionsreichen Spengler Cups gewann, durch ein abermaliges Leihgeschäft ab März 2016 beim Ligarivalen Lake Erie Monsters zu sieben Einsätzen.
Zur Spielzeit 2016/17 suchte der Abwehrspieler in Europa eine neue sportliche Herausforderung. Er unterzeichnete daher bereits im Juni 2016 einen Vertrag bei den Augsburger Panthern aus der Deutschen Eishockey Liga (DEL). Dort war er zwei Jahre aktiv. Im Juni 2018 gab Ligakonkurrent Eisbären Berlin die Verpflichtung Cundaris bekannt. Der Kanadier erhielt einen Einjahresvertrag. Zur Saison 2019/20 wechselte er innerhalb der DEL für ein Jahr zu den Krefeld Pinguinen. Zwischen Januar und März 2020 stand er beim EC VSV in der österreichischen Erste Bank Eishockey Liga (EBEL) unter Vertrag. Nach der Spielzeit zog sich der 30-Jährige aus dem Profigeschäft zurück.

## Erfolge und Auszeichnungen
| - 2009 J.-Ross-Robertson-Cup-Gewinn mit den Windsor Spitfires - 2009 Memorial-Cup-Gewinn mit den Windsor Spitfires - 2010 J.-Ross-Robertson-Cup-Gewinn mit den Windsor Spitfires | - 2010 Memorial-Cup-Gewinn mit den Windsor Spitfires - 2013 Teilnahme am AHL All-Star Classic - 2015 Spengler-Cup-Gewinn mit dem Team Canada |

## Karrierestatistik
(Legende zur Spielerstatistik: Sp oder GP = absolvierte Spiele; T oder G = erzielte Tore; V oder A = erzielte Assists; Pkt oder Pts = erzielte Scorerpunkte; SM oder PIM = erhaltene Strafminuten; +/− = Plus/Minus-Bilanz; PP = erzielte Überzahltore; SH = erzielte Unterzahltore; GW = erzielte Siegtore; 1 Play-downs/Relegation; Kursiv: Statistik nicht vollständig)